# Босолей (кантон)
Босоле́й (фр. Beausoleil) — кантон на юго-востоке Франции, регион Прованс — Альпы — Лазурный Берег (департамент — Приморские Альпы, округ — Ницца). Впервые кантон образован 27 декабря 1922 года, последняя модификация произошла в марте 2015 года.

## Состав кантона
22 марта 2015 года состоялись выборы, и на основании декрета № 2014—227 от 24 февраля 2014 года состав кантона был дополнен ещё шестью коммунами: Больё-сюр-Мер, Вильфранш-сюр-Мер, Кап-д’Ай, Ла-Тюрби, Сен-Жан-Кап-Ферра и Эз. По данным INSEE, площадь кантона — 30,03 км², включает в себя 7 коммун, население — 34 823 человека (2012), плотность населения — 1 159,6 чел/км².
| Коммуна           | Французское название  | Площадь, км² | Население, чел. (2012) |
| ----------------- | --------------------- | ------------ | ---------------------- |
| Больё-сюр-Мер     | Beaulieu-sur-Mer      | 0,92         | 3 764                  |
| Босолей           | Beausoleil            | 2,79         | 13 272                 |
| Вильфранш-сюр-Мер | Villefranche-sur-Mer  | 4,88         | 5 443                  |
| Кап-д’Ай          | Cap-d’Ail             | 2,04         | 4 741                  |
| Ла-Тюрби          | La Turbie             | 7,42         | 3 179                  |
| Сен-Жан-Кап-Ферра | Saint-Jean-Cap-Ferrat | 2,48         | 1 889                  |
| Эз                | Èze                   | 9,47         | 2 535                  |

В 2007 году Код INSEE кантона — 0603, в составе 1 коммуна (Босолей), численность населения составила 13 879 человек, а в 2012 году — 13 272 человека.
| Коммуна | Французское название | Площадь, км² | Население, чел. (2012) |
| ------- | -------------------- | ------------ | ---------------------- |
| Босолей | Beausoleil           | 2,79         | 13 272                 |

### Население
Динамика населения кантона до 2012 года:
| 1962   | 1968   | 1975   | 1982   | 1990   | 1999   | 2006   | 2007   | 2011   | 2012   |
| ------ | ------ | ------ | ------ | ------ | ------ | ------ | ------ | ------ | ------ |
| 12 833 | 14 144 | 12 208 | 11 664 | 12 326 | 12 775 | 13 416 | 13 879 | 13 567 | 13 272 |